# Patrimoni dell'umanità della Turchia
I patrimoni dell'umanità della Turchia sono i siti dichiarati dall'UNESCO come patrimonio dell'umanità in Turchia, che è divenuta parte contraente della Convenzione sul patrimonio dell'umanità il 16 marzo 1983.
Al 2025 i siti iscritti nella Lista dei patrimoni dell'umanità sono ventidue, mentre settantanove sono le candidature per nuove iscrizioni. I primi tre siti furono iscritti nella lista nel 1985, durante la nona sessione del comitato del patrimonio mondiale: le aree storiche di Istanbul, il Parco nazionale di Göreme e i siti rupestri della Cappadocia e la Grande moschea e l'Ospedale di Divriği. Un altro sito fu aggiunto nel 1986, uno nel 1987, due nel 1988, uno nel 1994, uno nel 1998, uno nel 2011, uno nel 2012, due nel 2014, due nel 2015, uno nel 2016, uno nel 2017, uno nel 2018, uno nel 2021, due nel 2023 e uno nel 2015. Venti siti sono considerati culturali, secondo i criteri di selezione, e due misti.

## Siti del Patrimonio mondiale
| Foto | Sito                                                             | Luogo                                                | Tipo                                 | Anno | Descrizione |
| ---- | ---------------------------------------------------------------- | ---------------------------------------------------- | ------------------------------------ | ---- | --- |
|      | Aree storiche di Istanbul                                        | Istanbul                                             | Culturale (356; i, ii, iii, iv)      | 1985 | Con la sua posizione strategica sul Bosforo tra i Balcani e l'Anatolia, il Mar Nero e il Mediterraneo, Istanbul è stata associata a importanti eventi politici, religiosi e artistici per oltre 2000 anni. I suoi capolavori includono l'antico Ippodromo di Costantino, Hagia Sophia del VI secolo e la Moschea di Solimano del XVI secolo, tutti ora minacciati dalla pressione demografica, dall'inquinamento industriale e dall'urbanizzazione incontrollata. |
|      | Parco nazionale di Göreme e siti rupestri della Cappadocia       | Provincia di Nevşehir                                | Misto (357; i, iii, v, vii)          | 1985 | In un paesaggio spettacolare, interamente scolpito dall'erosione, la valle di Göreme e i suoi dintorni contengono santuari scavati nella roccia che forniscono prove uniche dell'arte bizantina nel periodo post-iconoclasta. Qui si possono vedere anche abitazioni, villaggi trogloditi e città sotterranee, resti di un tradizionale habitat umano risalente al IV secolo. |
|      | Grande moschea e Ospedale di Divriği                             | Divriği                                              | Culturale (358; i, iv)               | 1985 | Questa regione dell'Anatolia fu conquistata dai turchi all'inizio dell'XI secolo. Nel 1228-29 l'emiro Ahmet Shah fondò una moschea, con il suo ospedale adiacente, a Divriği. La moschea ha un'unica sala di preghiera ed è coronata da due cupole. La tecnica altamente sofisticata della costruzione a volta e un tipo di scultura decorativa creativa ed esuberante - in particolare sui tre portali, in contrasto con le pareti disadorne dell'interno - sono le caratteristiche uniche di questo capolavoro dell'architettura islamica. |
|      | Ḫattuša: la capitale ittita                                      | Boğazkale                                            | Culturale (377; i, ii, iii, iv)      | 1986 | Il sito archeologico di Ḫattuša, ex capitale dell'Impero ittita, si distingue per la sua organizzazione urbana, i tipi di costruzione che sono stati conservati (templi, residenze reali, fortificazioni), i ricchi ornamenti della Porta dei Leoni e della Porta del Re, e il complesso di arte rupestre a Yazılıkaya. La città godette di una notevole influenza in Anatolia e nel nord della Siria nel II millennio a.C.. |
|      | Nemrut Dağı                                                      | Kahta                                                | Culturale (448; i, iii, iv)          | 1987 | Il mausoleo di Antioco I (69-34 a.C.), che regnò sulla Commagene, regno fondato a nord della Siria e dell'Eufrate dopo la disgregazione dell'impero di Alessandro, è una delle costruzioni più ambiziose del periodo ellenistico. Il sincretismo del suo pantheon e il lignaggio dei suoi re, riconducibili a due serie di leggende, greca e persiana, sono la prova della duplice origine della cultura di questo regno. |
|      | Xanthos-Letoon                                                   | Kınık, Fethiye                                       | Culturale (484; ii, iii)             | 1988 | Questo sito, antica capitale della Licia, illustra la fusione delle tradizioni della Licia e dell'influenza ellenica, soprattutto nella sua arte funeraria. Le iscrizioni epigrafiche sono fondamentali per la nostra comprensione della storia del popolo licico e della sua lingua indoeuropea. |
|      | Ierapoli-Pamukkale                                               | Pamukkale                                            | Misto (485; iii, iv, vii)            | 1988 | Provenienti da sorgenti in una falesia alta quasi 200 m che domina la pianura, le acque cariche di calcite hanno creato a Pamukkale ("castello di cotone") un paesaggio irreale, fatto di foreste minerali, cascate pietrificate e una serie di bacini terrazzati. Alla fine del II secolo a.C. la dinastia degli Attalidi, i re di Pergamo, fondò le terme di Ierapolis. Le rovine dei bagni, dei templi e di altri monumenti greci possono essere visti nel sito. |
|      | Città di Safranbolu                                              | Safranbolu                                           | Culturale (614; ii, iv, v)           | 1994 | Dal XIII secolo all'avvento della ferrovia all'inizio del XX secolo, Safranbolu è stata un'importante stazione di carovane sulla principale rotta commerciale est-ovest. La vecchia moschea, il vecchio bagno e la madrasa di Süleyman Pascià furono costruiti nel 1322. Durante il suo apogeo nel XVII secolo l'architettura di Safranbolu influenzò lo sviluppo urbano in gran parte dell'Impero ottomano. |
|      | Sito archeologico di Troia                                       | Çanakkale                                            | Culturale (849; ii, iii, vi)         | 1998 | Troia, con i suoi 4000 anni di storia, è uno dei siti archeologici più famosi al mondo. I primi scavi nel sito furono intrapresi dal famoso archeologo Heinrich Schliemann nel 1870. In termini scientifici, i suoi vasti resti sono la dimostrazione più significativa del primo contatto tra le civiltà dell'Anatolia e il mondo mediterraneo. Inoltre, l'assedio di Troia da parte di guerrieri spartani e achei dalla Grecia nel XIII o XII secolo a.C., immortalato da Omero nell'Iliade, ha ispirato da allora la fantasia creativa di grandi artisti in tutto il mondo. |
|      | Moschea Selimiye e suo complesso sociale                         | Edirne                                               | Culturale (1366; i, iv)              | 2011 | La moschea quadrata con la sua unica grande cupola e quattro sottili minareti, domina lo skyline dell'ex capitale ottomana di Edirne. Sinān, il più famoso degli architetti ottomani nel XVI secolo, considerava il complesso, che comprende madrase (scuole islamiche), un mercato coperto, una casa dell'orologio, un cortile esterno e una biblioteca, il suo lavoro migliore. La decorazione degli interni con piastrelle di Iznik del periodo di punta della loro produzione testimonia una forma d'arte che rimane insuperabile in questo materiale. Il complesso è considerato l'espressione più armoniosa mai raggiunta del külliye ottomano, un gruppo di edifici costruiti intorno a una moschea e gestiti come un'unica istituzione. |
|      | Sito neolitico di Çatalhöyük                                     | Distretto di Çumra                                   | Culturale (1405; iii, iv)            | 2012 | Due colline formano il sito di 37 ettari sull'altopiano dell'Anatolia meridionale. Il tumulo orientale, più alto, contiene diciotto livelli di occupazione neolitica tra il 7400 a.C. e il 6200 a.C., inclusi dipinti murali, rilievi, sculture e altre caratteristiche simboliche e artistiche. Insieme testimoniano l'evoluzione dell'organizzazione sociale e delle pratiche culturali quando gli esseri umani si sono adattati a una vita sedentaria. Il tumulo occidentale mostra l'evoluzione delle pratiche culturali nel periodo calcolitico, dal 6200 a.C. al 5200 a.C. Çatalhöyük fornisce importanti prove del passaggio dai villaggi stanziati all'agglomerato urbano, che è stato mantenuto nella stessa posizione per oltre 2000 anni. È dotato di un unico insediamento senza strade di case raggruppate l'una contro l'altra con accesso al tetto negli edifici.             |
|      | Bursa e Cumalıkızık: la nascita dell'Impero ottomano             | Bursa, Cumalıkızık                                   | Culturale (1452; i, ii, iv, vi)      | 2014 | Questo sito seriale comprende otto componenti nella città di Bursa e nel vicino villaggio di Cumalıkızık, nella regione di Marmara. Esso illustra la formazione di un sistema urbano e rurale da cui si stabilizza l'Impero ottomano all'inizio del XIV secolo. Bursa incarna le funzioni chiave dell'organizzazione sociale ed economica della nuova capitale che si è sviluppata attorno a un centro civico. Questi includono distretti commerciali di khan, kulliye (istituzioni religiose che integrano moschee, scuole religiose, bagni pubblici e una cucina per i poveri), così come la tomba di Orhan Ghazi, successore del fondatore della dinastia ottomana. Una componente al di fuori del centro storico di Bursa è il villaggio di Cumalıkızık, l'unico villaggio rurale di questo sistema che ancora mostra il sostentamento fornito alla capitale dalla campagna circostante. |
|      | Pergamo e il suo paesaggio culturale multistratificato           | Bergama                                              | Culturale (1457; i, ii, iii, iv, vi) | 2014 | L'acropoli di Pergamo era la capitale della dinastia ellenistica degli Attalidi, un importante centro di cultura nel mondo antico. Templi monumentali, teatri, stoà o portici, palestra, altare di Zeus e biblioteca erano situati nel terreno in pendenza circondato da un'ampia cinta muraria. Il santuario di Cibele scavato nella roccia si trova a nord-ovest su un'altra collina visivamente collegata all'acropoli. Successivamente la città divenne la capitale della provincia romana d'Asia nota per il suo centro di guarigione Asclepieion. L'acropoli corona un paesaggio che contiene tumuli funerari e resti degli imperi romano, bizantino e ottomano dentro e intorno alla moderna città di Bergama, situata alle sue pendici. |
|      | Efeso                                                            | Selçuk                                               | Culturale (1018; iii, iv, vi)        | 2015 | Situata all'interno di quello che un tempo era l'estuario del fiume Caistro, Efeso comprende successivi insediamenti ellenistici e romani fondati in nuove località, seguendo il ritiro della linea di costa verso ovest. Gli scavi hanno rivelato grandi monumenti del periodo imperiale romano tra cui la Biblioteca di Celso e il Teatro Grande. Poco rimane del famoso Tempio di Artemide, una delle "Sette Meraviglie del Mondo", che attirava pellegrini da tutto il Mediterraneo. Dal V secolo, la Casa della Vergine Maria, una cappella cruciforme con cupola a sette chilometri da Efeso, divenne un importante luogo di pellegrinaggio cristiano. L'antica città di Efeso è un eccezionale esempio di città portuale romana, con canale marittimo e bacino portuale. |
|      | Fortezza di Diyarbakır e paesaggio culturale dei giardini Hevsel | Diyarbakır                                           | Culturale (1488; iv)                 | 2015 | Situata su una scarpata del bacino superiore del fiume Tigri che fa parte della cosiddetta "Mezzaluna Fertile", la città fortificata di Diyarbakır e il paesaggio circostante è stato un importante centro sin dal periodo ellenistico, attraverso quelli romano, sassanide, bizantino, islamico e ottomano ai giorni nostri. Il sito comprende il castello interno, noto come İçkale e compreso il tumulo di Amida, e le mura della città di Diyarbakır lunghe 5,8 km con le loro numerose torri, porte, contrafforti e 63 iscrizioni. Il sito comprende anche i Giardini Hevsel, un collegamento verde tra la città e il Tigri che riforniva la città di cibo e acqua, la fonte d'acqua di Anzele e il Ponte a dieci archi. |
|      | Sito archeologico di Ani                                         | Kars                                                 | Culturale (1518; ii, iii, iv)        | 2016 | Questa città medievale combina strutture residenziali, religiose e militari, caratteristiche di un'urbanistica medievale costruita nel corso dei secoli da dinastie cristiane e poi musulmane. La città fiorì nel X e XI secolo quando divenne la capitale del regno armeno medievale dei Bagratidi e approfittò del controllo di un ramo della Via della seta. Successivamente, sotto la sovranità bizantina, selgiuchide e georgiana, mantenne il suo status di importante crocevia per le carovane mercantili. L'invasione mongola e un devastante terremoto nel 1319 segnarono l'inizio del declino della città. Il sito presenta una panoramica completa dell'evoluzione dell'architettura medievale attraverso esempi di quasi tutte le diverse innovazioni architettoniche della regione tra il VII e il XIII secolo.                                                                 |
|      | Afrodisia                                                        | Geyre                                                | Culturale (1519; ii, iii, iv, vi)    | 2017 | Situato nell'alta valle del fiume Morsynus, il sito è costituito da due componenti: il sito archeologico di Afrodisia e le cave di marmo a nord-est della città. Il tempio di Afrodite risale al III secolo a.C. e la città fu costruita un secolo dopo. La ricchezza di Afrodisia proveniva dalle cave di marmo e dall'arte prodotta dai suoi scultori. Le strade della città sono disposte attorno a diverse grandi strutture civiche, che includono templi, un teatro, un'agorà e due complessi termali. |
|      | Göbekli Tepe                                                     | Şanlıurfa                                            | Culturale (1572; i, ii, iv)          | 2018 | Situata nei monti Germuş dell'Anatolia sud-orientale, questo sito presenta monumentali strutture megalitiche rotonde-ovali e rettangolari erette da cacciatori-raccoglitori nell'età neolitica pre-ceramica tra il 9600 e l'8200 a.C. Questi monumenti erano probabilmente utilizzati in relazione a riti, molto probabilmente di natura funeraria. I caratteristici pilastri a forma di T sono scolpiti con immagini di animali selvatici, fornendo informazioni sullo stile di vita e sulle credenze delle persone che vivevano nell'Alta Mesopotamia circa 11.500 anni fa. |
|      | Collina di Arslantepe                                            | Malatya                                              | Culturale (1622; iii)                | 2021 | Il sito archeologico di Arslantepe e il suo palazzo del IV millennio a.C. in particolare sono una testimonianza visibile unica del processo cruciale della formazione dello Stato e della trasformazione della società da egualitaria a gerarchica e politicamente centralizzata. Inoltre, il palazzo è il primo esempio al mondo di questo tipo di organizzazione architettonica e funzionale del potere, che precede di cinque-sei secoli i noti palazzi del terzo millennio del Vicino Oriente. |
|      | Gordio                                                           | Polatlı                                              | Culturale (1669; iii)                | 2023 | Situato in un paesaggio rurale aperto, il sito archeologico di Gordio è un antico insediamento stratificato, che comprende i resti dell'antica capitale della Frigia, un regno indipendente dell'età del ferro. Gli elementi chiave di questo sito archeologico includono il tumulo della Cittadella, la Città Bassa, la Città Esterna e le Fortificazioni, e diversi tumuli e tumuli funerari con il loro paesaggio circostante. Gli scavi e le ricerche archeologiche hanno rivelato una ricchezza di resti che documentano tecniche di costruzione, disposizioni spaziali, strutture difensive e pratiche di inumazione che fanno luce sulla cultura e sull'economia frigia. |
|      | Moschee ipostile in legno dell'Anatolia medievale                | Afyonkarahisar, Ankara, Beyşehir, Kasaba, Sivrihisar | Culturale (1694; ii, iv)             | 2023 | Questo sito seriale è composto da cinque moschee ipostile costruite in Anatolia tra la fine del XIII e la metà del XIV secolo, ciascuna situata in una diversa provincia dell'attuale Turchia: la moschea di Afyon Ulu ad Afyonkarahisar, la moschea di Aslanhane ad Ankara, la moschea Eşrefoğlu a Beyşehir, la moschea di Mahmut Bey a Kasaba e la Grande Moschea di Sivrihisar a Sivrihisar. L’insolito sistema strutturale delle moschee combina un involucro esterno dell’edificio in muratura con più file di colonne interne in legno ("ipostilo") che sostengono un soffitto piatto in legno e il tetto. Queste moschee sono note per le notevoli sculture in legno e i manufatti utilizzati nelle loro strutture, negli accessori architettonici e negli arredi. |
|      | Sardi e tumuli lidi di Bin Tepe                                  | Sart                                                 | Culturale (1731; iii)                | 2025 | Sardi fu la capitale dei Lidi, una potente civiltà dell'età del ferro (VIII-VI secolo a.C.) nota per la sua ricchezza e la precoce produzione monetaria. La città aveva una struttura urbana unica con mura fortificate, terrazze e zone distinte, tra cui insediamenti, santuari e cimiteri. Il cimitero di Bin Tepe ospita alcune delle più grandi tombe a tumulo del mondo. I Lidi svilupparono una lingua e un sistema religioso distinti e furono ampiamente menzionati nei testi greci, romani ed europei. Dopo la loro caduta, Sardi mantenne un ruolo importante sotto il dominio persiano, greco, romano e bizantino. |

## Siti candidati
| Foto | Sito                                                                                                | Luogo                                                                            | Tipo                                 | Anno       | Descrizione |
| ---- | --------------------------------------------------------------------------------------------------- | -------------------------------------------------------------------------------- | ------------------------------------ | ---------- | --- |
|      | Grotta di Karain                                                                                    | Adalia                                                                           | Culturale (666; iii, vi)             | 01/02/1994 | La grotta si trova sul versante orientale del monte Katran, nella catena delle montagne del Tauro occidentale. Karain è un complesso di grotte piuttosto che una singola grotta e consiste di molte camere, separate da pareti di calcite e passaggi stretti e curvi. Stalattiti e stalagmiti arricchiscono il meraviglioso aspetto della grotta. Sulla superficie esterna della grotta sono presenti numerose nicchie e iscrizioni greche. |
|      | Monastero di Sumela (il monastero della Vergine Maria)                                              | Maçka                                                                            | Culturale (1397; i, iii)             | 25/02/2000 | Sumela è un complesso monastico costruito sulle pareti rocciose della Valle dell'Altindere. La sua costruzione iniziò nel 385 e continuò fino al XIX secolo. Barnaba, un monaco di Atene, e suo nipote Sofronio costruirono la sezione che comprendeva le prime due stanze del monastero nella roccia. L'imperatore bizantino Giustiniano I (527-568) ordinò l'ampliamento del monastero. Il monastero fu saccheggiato e bruciato dai Bizantini nel 650, tuttavia i Comneni lo restaurarono e ingrandirono. Il monastero con le sue 72 stanze e una ricca biblioteca, visse il suo periodo più fiorente durante i regni di Alessio III e Manuele III. |
|      | Monastero di Alahan                                                                                 | Mut                                                                              | Culturale (1398; i, iii, iv)         | 25/02/2000 | Il monastero e le sue strutture adiacenti si trovano a una distanza di un'ora a piedi dal piccolo villaggio di Alahan. Il gruppo di edifici è costituito da piccole celle per i monaci e chiese collocate nelle rocce collegate da una fila di colonne. Il complesso edilizio si estende lungo il fianco della montagna. I resti archeologici dimostrano che il complesso era circondato da piccole case. È possibile che il funzionario del monastero e i monaci vivessero in queste case. |
|      | Chiesa di San Nicola                                                                                | Demre                                                                            | Culturale (1399; iii, iv)            | 25/02/2000 | La chiesa di San Nicola si trova nell'antica Myra, una grande città della Lega Licia, sviluppata principalmente nel II secolo d.C. La chiesa è stata realizzata per il vescovo di questa città mediterranea nel IV secolo. |
|      | Harran e Şanlıurfa                                                                                  | Harran, Şanlıurfa                                                                | Culturale (1400; i, ii, iii, iv)     | 25/02/2000 | Şanlıurfa, conosciuta come la città dei profeti, ha un passato molto ricco, grazie alla sua posizione nella grande pianura fertile dell'alta Mesopotamia. Questa città santa è ricca di edifici storici di architettura religiosa, pubblica e civile, tra i migliori esempi di tradizione e arte della pietra. La vecchia città di Harran è situata in una terra attraverso la quale sono passate le rotte commerciali da Iskenderun ad Antakya (l'antica Antiochia) e a Kargam. La città è citata nella Bibbia e nei documenti trovati a Mari. Importante non solo perché ha ospitato le prime civiltà, ma è il luogo dove venne fondata la prima Università Islamica. L'architettura civile tradizionale, le case in mattoni di fango con tetti conici, sono uniche. |
|      | Pietre tombali di Ahlat e cittadella urartea e ottomana                                             | Ahlat                                                                            | Culturale (1401; i, iii)             | 25/02/2000 | Sebbene la storia della città risalga al 900 a.C. con il regno di Urartu, Ahlat è famosa per le sue lapidi del XII-XV secolo. A parte alcuni piccoli cimiteri sparsi, ad Ahlat ci sono sei cimiteri principali di importanza storica: il cimitero di Harabe şehir, quello di Taht'ı Suleyman, quello di Kırklar, il cimitero di Kale, quello di Merkez e quello di Meydanlık. Le pietre tombali di Ahlat, alcune delle più importanti lapidi e mausolei del primo periodo turco, non sono solo importanti fonti di informazione sul repertorio tecnico e decorativo del periodo, ma fungono anche da fonti storiche per importanti maestri e artigiani, i cui nomi compaiono nelle iscrizioni. |
|      | Caravanserragli selgiuchidi sulla strada tra Denizli e Doğubeyazıt                                  |                                                                                  | Culturale (1403; ii, iii, iv)        | 25/02/2000 | I caravanserragli, un nuovo modello architettonico con funzione sociale sviluppato in Asia centrale dai Karakhanidi e dai Ghaznavidi, passò all'architettura turca anatolica. L'istituzione dei caravanserragli ha le sue maggiori variazioni nell'Anatolia selgiuchide, utilizzando le forme dell'architettura in pietra anatolica. Questi edifici che offrivano ai viaggiatori in montagna e nel deserto tutte le comodità della civiltà del periodo, costituivano ciascuno una fondazione sociale soggetta a un programma statale organizzato. Lungo la rotta commerciale da Denizli a Doğubeyazıt si trovavano circa 40 han di cui 10 sono ancora oggi molto ben conservati. |
|      | Konya - una capitale della civiltà selgiuchide                                                      | Konya                                                                            | Culturale (1404; i, ii, iv)          | 25/02/2000 | Konya, culla di molte civiltà, divenne un centro di cultura e politica durante il periodo dei Selgiuchidi. Durante il XII e il XIII secolo la città fu la loro capitale e molti edifici pubblici furono costruiti, veri esempi di sculture in pietra a quel tempo. I Selgiuchidi hanno creato un mondo artistico unico con legami culturali che si estendevano dal cuore dell'Anatolia all'Asia centrale, al Medio Oriente e alle rive del Mediterraneo e Konya è l'esempio significativo di questo mondo. La fortezza esterna di Konya e la Moschea di Alâeddin, la Madrasa Sirçali, molte piccole moschee e tombe sono esempi di elementi architettonici selgiuchidi. |
|      | Alanya                                                                                              | Alanya                                                                           | Culturale (1405; iii, iv)            | 25/02/2000 | La penisola di Alanya, situata nella parte orientale del Golfo di Adalia e circondata dalle mura della città, fu chiamata Karakesion durante il periodo ellenistico; passò sotto l'egemonia dei Romani e dei Bizantini, seguita dai Selgiuchidi. Il nome attuale della città deriva da Alaaddin Keykubat, che ha contribuito molto allo sviluppo della città. All'interno del castello di Alanya si trovano una cisterna selgiuchide, una chiesa bizantina, il palazzo del sultano Keykubat e le rovine di un bagno selgiuchide, completato con il tradizionale tessuto urbano. Il castello si estende fino al mare e racchiude una darsena medievale sorvegliata da una torre ottagonale alta 33 metri in pietra rossa e mattoni. |
|      | Paesaggio culturale di Mardin                                                                       | Mardin                                                                           | Culturale (1406; ii, iii, iv)        | 25/02/2000 | Mardin è una città nella regione arida e rocciosa dell'Anatolia sud-orientale che si estende dai dintorni di Diyarbakır e Mardin fino a Şanlıurfa e Gaziantep. La città, prevalentemente di origine medievale, è situata sulle pendici di una collina rocciosa, coronata da una fortezza costruita sulla sua cittadella. La città nel suo insieme con il suo modello urbano a terrazze è l'esempio meglio conservato in suolo anatolico di architettura tradizionale in pietra, religiosa e vernacolare. Il monastero di Daryülzafaran è uno dei centri religiosi viventi dei Giacobiti Siriaci, un imponente complesso architettonico nella pianura mesopotamica. |
|      | Chiesa di San Paolo, pozzo di San Paolo e quartieri storici circostanti                             | Tarso                                                                            | Culturale (1409; ii, iii, iv)        | 25/02/2000 | Tarso è il luogo di nascita di san Paolo, situato ai margini della fertile pianura di Çukurova, nella città piena di boschi di cedri. La città fu il luogo d'incontro dei leggendari amanti Antonio e Cleopatra. Vi si trova la porta commerciale di Cleopatra, dalla quale si raggiunge il Pozzo di San Paolo e la Chiesa di San Paolo, seguendo le antiche strade in stile vernacolare della città. |
|      | Palazzo d'İshak Paşa                                                                                | Doğubeyazıt                                                                      | Culturale (1410; i, iii, iv)         | 25/02/2000 | Il palazzo d'İshak Paşa sulla Via della seta vicino al confine iraniano è situato su un'alta e vasta piattaforma di importanza strategica su un'area di 7600 metri quadrati. Non segue affatto la tradizione ottomana, ma è piuttosto un misto di tradizione architettonica anatolica, iraniana e mesopotamica settentrionale. Il modello tradizionale utilizzato nella costruzione dei palazzi reali nelle capitali come Bursa, Edirne e Istanbul è stato preso come esempio nella progettazione del palazzo d'İshak Paşa, dove tuttavia può essere osservata l'influenza occidentale nell'architettura ottomana durante il periodo post-classico. |
|      | Kekova                                                                                              | Distretto di Demre                                                               | Misto (1411)                         | 25/02/2000 | Kekova è il nome di una regione di affascinanti isole, baie e antiche città. Conserva un'attrazione rara: lungo la costa dell'isola si osserva una città sommersa; i movimenti geologici dell'isola hanno causato la sommersione della città, creando una strana scena con metà della città sott'acqua e metà sopra. Timiussa e Simena furono i principali insediamenti licici della zona. Kekova è l'unica area in cui è possibile osservare il pesce volante in questa regione. Al di là delle sue caratteristiche culturali, Kekova mostra formazioni geologiche molto significative: linea costiera ondulata, caratteristiche idrobiologiche e bellezza paesaggistica dell'area costituiscono una qualità eccezionale. È un notevole esempio di continuità culturale e anche un patrimonio culturale vivente. |
|      | Parco nazionale di Güllük Dağı-Termessos                                                            | Distretto di Döşemealtı, Distretto di Korkuteli                                  | Misto (1412)                         | 25/02/2000 | Il Parco Nazionale di Güllük Dağı si trova nella provincia di Antalya in una valle nascosta tra le montagne. Vi si trova l'antica città fortificata di Termessos che sorge a 1050 m sopra il livello del mare. L'antica città di Termessos è stata fondata dai Solimi che vivevano nella regione di Pisidia. Sebbene non ci siano notizie disponibili su Termessos e i Solimi, essi sono descritti da Omero nell'Iliade in connessione con la leggenda di Bellerofonte. I resti più significativi del sito sono le mura della città, le torri, la Via del Re, l'Arco trionfale di Adriano, il Gymnasium, l'Agorà, il teatro, l'Odeon, le tombe riccamente decorate, le cisterne e il sistema di drenaggio. Altre caratteristiche del Parco Naturale sono le rocce a gradini del Güllük Dağı e il Canyon Mecine con le sue pareti alte 600 m, insieme alla tipica vegetazione mediterranea che ospita creature selvatiche in via di estinzione come capre di montagna, daini e aquila reale. |
|      | Antiche città della civiltà licia                                                                   | Provincia di Adalia, Provincia di Muğla                                          | Culturale (5408; iii, iv)            | 06/02/2009 | L'antica regione geografica della Licia si trova nella penisola di Teke, nella regione mediterranea della Turchia. La civiltà licia è ben conosciuta da molti resti in questa zona datati tra il V e il IV secolo a.C. appartenente al periodo ellenistico e romano. A metà del I secolo a.C. fu istituita la Lega Licia che comprendeva 23 città. Questa unione è stata la prima federazione democratica conosciuta nella storia che ha ispirato i sistemi democratici moderni. Le città principali di questa federazione erano Patara (la capitale), Xanthos, Pinara, Olympos, Myra e Tlos che avevano tre voti, cui in seguito si unì Faselide. La penisola di Teke ospita anche le altre città della Lega Licia, molte di queste sono ben note dagli scavi sistematici e da monete e iscrizioni: Andriake, Sura, Kyaneai, Limyra, Theimmusa, Simena, Istlada, Trebende, Aperlai. |
|      | Sito archeologico di Sagalassos                                                                     | Distretto di Ağlasun                                                             | Culturale (5409; ii, iii)            | 06/02/2009 | Il sito di Sagalassos rimane quasi completamente conservato, con le strutture monumentali, dove in alcuni casi si possono recuperare quasi tutte le pietre da costruzione originali. È un caso eccezionale e unico trovare una città di medie dimensioni ma molto fiorente in uno stato così ben conservato. Una ricerca archeologica interdisciplinare condotta sul sito ha documentato tutti gli strati e i tipi di occupazione, fornendo un insieme coerente di risultati archeologici e ambientali che contribuiscono alla storia della regione. Tutti questi resti documentano oltre mille anni di continua occupazione (III secolo a.C.-XIII secolo). |
|      | Sito archeologico di Perge                                                                          | Aksu                                                                             | Culturale (5411; ii)                 | 06/02/2009 | Nel periodo classico Perge aveva una pianta a griglia con un sistema di difesa. Attraverso gli scavi si è scoperto che la qualità di questo sistema urbanistico e difensivo a griglia era avanzata e nuovi edifici monumentali per il culto e altri scopi furono costruiti in epoca ellenistica. In epoca arcaica e classica, tuttavia, le caratteristiche urbane di Perge comprendevano motivi nativi ed ellenici grazie alle relazioni con diversi centri e stati nel Mediterraneo orientale. Per queste caratteristiche la città si pone come un importante esempio di urbanistica classica. |
|      | Moschea Eşrefoğlu                                                                                   | Beyşehir                                                                         | Culturale (5611; ii, iv)             | 15/04/2011 | La Moschea Eşrefoğlu comprende tutti gli elementi principali dell'architettura turca dell'Anatolia. L'edificio è la moschea più grande e meglio conservata con colonne e tetto in legno nel mondo islamico. Il kalemisi (ornamento di parti in legno disegnato a mano, secondo la tecnica tradizionale tipica della Turchia) di questa moschea è l'esempio meglio conservato e più ricco del mondo. |
|      | Antiochia, Chiesa di San Pietro                                                                     | Antiochia                                                                        | Culturale (5613; iii, vi)            | 15/04/2011 | San Pietro, a cui è dedicata la chiesa, è il fondatore della Chiesa di Antiochia e il vescovo della prima comunità cristiana del luogo e anche il primo papa. La chiesa di San Pietro e i suoi dintorni hanno avuto un ruolo significativo nel periodo della prima cristianità e nell'espansione della fede. La chiesa è riconosciuta come la prima cattedrale del mondo ed è stata proclamata come luogo di pellegrinaggio dal papa nel 1963. L'edificio è testimone dei primi cristiani e dei loro incontri, per questo assume un'importanza unica. |
|      | Antica città di Ezani                                                                               | Çavdarhisar                                                                      | Culturale (5724; ii, iv)             | 13/04/2012 | Ezani è una delle città più significative del periodo romano con il Tempio di Zeus, il Complesso dello Stadio-Teatro e il Macellum. La struttura del Tempio che è uno dei templi di Zeus meglio conservati al mondo. Il Complesso Stadio-Teatro si trova nella parte nord della città ed è stata una delle attività di sviluppo più intense della città durante il periodo romano. Lo stadio e il teatro sono stati costruiti adiacenti e per questo il complesso è unico nel mondo antico. Uno dei primi mercati di borsa del mondo è stato fondato a Ezani. Il Macellum (edificio rotondo) risale alla metà del II secolo, probabilmente fungeva da mercato alimentare. Le iscrizioni sui muri di questo edificio mostrano i prezzi di tutte le merci vendute nei mercati dell'Impero che erano controllati da un editto emanato nel 301 dall'imperatore romano Diocleziano per combattere l'inflazione in quel periodo. |
|      | Sito archeologico di Zeugma                                                                         | Belkıs                                                                           | Culturale (5726; ii, iii, iv)        | 13/04/2012 | Il sito archeologico di Zeugma è di immenso significato storico per comprendere l'antica integrazione delle sfere culturali ellenistica e semitica e la nascita di culture ibride sincretistiche nella regione. Le parti conservate dell'antica città includono l'Agorà ellenistica, l'Agorà romana, due santuari, lo stadio, il teatro, due stabilimenti balneari, la base legionaria romana, le strutture amministrative della legione romana, la maggior parte dei quartieri residenziali, ellenistico e romano, le mura cittadine e le necropoli est, sud e ovest. |
|      | Città storica di Birgi                                                                              | Birgi                                                                            | Culturale (5728; ii, iv)             | 13/04/2012 | Birgi, sito di diverse civiltà, presenta una struttura multiculturale con i suoi monumenti e palazzi storici di epoche diverse. La città presenta alcuni edifici monumentali di epoche diverse insieme a una struttura abitativa tradizionale datata al XVIII secolo. È uno degli esempi preziosi, di cui si è conservata fino ad oggi l'integrità e l'autenticità. Inoltre, la Grande Moschea costruita nel 1312 durante il periodo del Sultanato di Aydın con la tradizione dell'ornamento selgiuchide è il campione meglio conservato nel suo genere con i suoi mihrab, minbar e i vetri delle finestre adornate con le tecniche e gli ornamenti tipici del periodo. |
|      | Mausoleo e area sacra di Ecatomno                                                                   | Milas                                                                            | Culturale (5729; i, iii, iv)         | 13/04/2012 | Il Mausoleo e l'area sacra di Ecatomno, situati presso il sito archeologico di Milasa, sono un eccezionale esempio di architettura funeraria per quanto riguarda il suo disegno e il valore artistico durante il periodo antico. Ha avuto una notevole influenza sulla progettazione del Mausoleo di Alicarnasso, a Bodrum. Inoltre, "sarcofago del fregio di Ecatomno" con le sue dimensioni e qualità è unico in Anatolia per il periodo classico ed ellenistico. |
|      | Città medievale di Beçin                                                                            | Milas                                                                            | Culturale (5730; ii)                 | 13/04/2012 | Essendo un importante centro che rappresenta la vita socio-culturale del Sultanato di Menteşe, Beçin ha un valore eccezionale poiché presenta molti han, hamam, madrase, moschee, fontane, tombe e zaviy che sono ancora intatti e che rappresentano le caratteristiche architettoniche degli insediamenti anatolici nel XIII e XIV secolo. I resti architettonici della città di Beçin non solo illuminano l'architettura dell'Anatolia occidentale di quel periodo, ma anche la forma dei primi insediamenti turchi in quella regione. |
|      | Monumenti storici di Niğde                                                                          | Niğde                                                                            | Culturale (5731; ii)                 | 13/04/2012 | Il nucleo storico della città si trova all'interno del Distretto di Alaaddin che si trova sulla collina oggi nota come Collina di Alaaddin. Diversi monumenti significativi si trovano su questa collina come la cittadella, la Moschea Alaaddin, la Moschea di Rahmaniye, la Moschea Sungurbey, il Bazar coperto di Sokullu Mehmet Paşa, la Fontana di Nalbantlar, le Chiese armena e greca ecc.. |
|      | Cava e laboratorio di scultura di Yesemek                                                           | Islahiye                                                                         | Culturale (5732; ii, iii)            | 13/04/2012 | Il laboratorio di scultura di Yesemek, che era un centro di produzione di massa, è stato fondato su una cava di basalto di ottima qualità. Era il più grande laboratorio di sculture all'aperto del fronte antico dell'Asia, e oggi fornisce preziose informazioni sul processo di trasformazione da un blocco di pietra a una scultura. Più di trecento sculture e ortostati del periodo del tardo regno ittita rivelano il livello di sviluppo del periodo nell'arte e nella tecnologia nelle fasi di produzione della scultura. |
|      | Sito urbano storico di Odunpazarı                                                                   | Distretto di Odunpazarı                                                          | Culturale (5733; iii, iv)            | 13/04/2012 | Odunpazarı presenta elementi storici dai periodi selgiuchide, ottomano e della repubblica turca, come la Moschea Alaaddin (1271), il Complesso della Moschea Kurşunlu (1525), la Moschea Haci Hasan (XIII secolo) ecc. Il Complesso della Moschea Kurşunlu situato al centro del sito e costruito dall'architetto di palazzo Acem Ali è uno dei pochi centri religiosi dell'Anatolia. Il complesso oggi include il Centro dell'artigianato di Eskişehir dove l'artigianato tradizionale quasi estinto - come la scrittura a mano, la doratura, la marmorizzazione, la miniatura e la produzione di flauti di canna - vengono tramandati attraverso l'apprendistato presso la bottega del maestro. Il complesso comprende anche l'unico museo al mondo della schiuma di mare dove sono esposti i migliori esempi di opere in schiuma di mare. I konak, residenze storiche che costituiscono particolarissimi esempi di architettura civile tradizionale, esprimono la vita familiare e le tradizioni del tempo. Le fontane sono altri importanti elementi urbani che regolano e modellano i quartieri turchi tradizionali e le loro relazioni sociali. |
|      | Castello di Mamure                                                                                  | Anamur                                                                           | Culturale (5734; iv, v)              | 13/04/2012 | Il castello di Mamure ha più di 1500 anni ed è annoverato tra i castelli medievali meglio conservati della costa mediterranea. È un'autentica fortificazione medievale che riporta gli stili di diversi eserciti conquistatori: i romani, i bizantini, i selgiuchidi, i karamanidi e gli ottomani. Quindi rappresenta una stratificazione della cultura di queste civiltà. Inoltre ha una posizione perfetta per la difesa in quanto domina visivamente il paesaggio circostante e il mare. |
|      | Complesso di Hajji Bektash Veli                                                                     | Hacıbektaş                                                                       | Culturale (5735; iii, vi)            | 13/04/2012 | Il complesso fondato da Hajji Bektash Veli, che aveva lo schema insediativo dei palazzi turchi con cortili attorno ai quali si ergevano le costruzioni secondo le loro funzioni, è costituito da edifici disposti attorno al primo (Nadar), secondo (loggia dei dervisci) e terzo cortile. È stato costruito da semplici scalpellini e decorato con ornamenti particolari del Bektashismo. Il complesso è stato testimone nel tempo di numerose aggiunte e di un completo restauro, ma ha raggiunto la sua forma attuale principalmente nel XVI secolo. |
|      | Sito archeologico di Laodicea                                                                       | Distretto di Denizli                                                             | Culturale (5823; ii, iii, iv)        | 15/04/2013 | Laodicea, situata al centro della pianura del Lico e al confine sud-ovest della regione della Frigia, era una delle più grandi metropoli dell'Anatolia. L'età d'oro della città andò dal periodo imperiale romano al primo periodo bizantino. La città subì l'egemonia di vari regni: prima i Seleucidi, poi i Pergameni e infine i Romani. Il cristianesimo iniziò a diffondersi nell'area a partire dalla seconda metà del I secolo. La vita commerciale attiva della città, senza dubbio, ha giocato un ruolo nella diffusione del vangelo cristiano nella valle del Lico. Laodicea è una delle sette chiese menzionate nel libro dell'Apocalisse e nella lettera di Paolo ai Colossesi. La città acquisì importanza come centro cristiano e come luogo di pellegrinaggio religioso nel primo periodo bizantino. Il Concilio di Laodicea si riunì qui nel 364. |
|      | Area di protezione ambientale speciale del Lago Salato                                              | Provincia di Aksaray, Provincia di Ankara, Provincia di Konya                    | Naturale (5824; vii, viii, x)        | 15/04/2013 | L'area protetta del Lago Salato è tra i laghi più salini del mondo dopo il Mar Morto, mentre rappresenta la vegetazione steppica alofitica più ricca e intatta d'Europa, una biodiversità più diversificata e preziosa poiché rappresenta una delle più importanti concentrazioni delle piante steppiche alofitiche su un'area estremamente vasta della terra. L'area costituisce una fondamentale fonte genetica per l'alimentazione animale e probabilmente umana per il futuro, poiché ospita molti importanti parenti selvatici delle piante coltivate. |
|      | İznik                                                                                               | İznik                                                                            | Culturale (5900; ii, iii, v)         | 15/04/2014 | Situata in una fertile valle vicino al lago omonimo, İznik è una piccola città storica racchiusa tra le sue antiche mura e circondata da uno splendido paesaggio. La struttura urbanistica presenta ancora la pianta insediativa a griglia del periodo ellenistico e le strutture monumentali di epoca romana, bizantina e ottomana. Capitale selgiuchide, bizantina e ottomana, İznik è una testimonianza eccezionale delle prime realizzazioni culturali, architettoniche e artistiche di queste culture: ospita alcune tra le più importanti chiese primitive del cristianesimo, così come i primi esempi di moschea, madrasa e mensa pubblica del periodo ottomano. È anche un luogo di coesistenza che mostra una sintesi unica di creazioni culturali, architettoniche e artistiche delle culture bizantina e ottomana. |
|      | Complesso della moschea di Zeynel Abidin e Chiesa di Mor Yakup (San Giacomo)                        | Nusaybin                                                                         | Culturale (5901; iii, iv)            | 15/04/2014 | Questa candidatura include il complesso della moschea di Zeynel Abidin e la chiesa di Mor Yakup, testimonianze eccezionali della convivenza di religioni diverse da secoli nella città di Nusaybin (l'antica Nisibi). La chiesa di Mor Yakup e il complesso della moschea di Zeynel Abidin, che portano le tracce di diverse religioni, eredità artistiche, politiche e culturali, sono due edifici religiosi significativi che sono sopravvissuti ai giorni nostri in modo olistico. Infatti, oltre alle loro funzioni religiose, entrambe queste proprietà hanno servito da centri di istruzione e scienza sin dalla loro costruzione. |
|      | Tomba di Ahi Evran                                                                                  | Kırşehir                                                                         | Culturale (5902; iii, vi)            | 15/04/2014 | In seguito alla morte di un leader sociale o religioso, nel punto esatto o vicino all'area di sepoltura vengono costruiti nel tempo cimiteri, moschee ed eremi. Così anche in seguito alla sepoltura di Ahi Evran il cimitero dove furono sepolti i suoi seguaci fu stabilito nelle vicinanze. La tomba di Ahi Evran e le tredici tombe dei suoi discepoli risalgono al XIII secolo, tuttavia l'eremo fu costruito nel 1482 in sua memoria per gli aderenti alla confraternita da lui fondata. |
|      | Galleria di Vespasiano e Tito                                                                       | Samandağ                                                                         | Culturale (5903; i, vi)              | 15/04/2014 | La Galleria di Vespasiano e Tito è stata costruita completamente dall'uomo per deviare le acque alluvionali per evitare l'insabbiamento del porto di Seleucia di Pieria in epoca romana. Questa struttura con i suoi canali d'acqua di collegamento alla galleria, il ponte sull'acqua, il ponte scavato nella roccia, le cisterne adiacenti al tunnel non è solo una galleria ma è anche una struttura che protegge la città dalle inondazioni e soprattutto previene l'insabbiamento del porto modellato intorno alla laguna naturale oltre a soddisfare il fabbisogno idrico della città durante i periodi estivi. |
|      | Moschea di Mahmut Bey                                                                               | Kasaba                                                                           | Culturale (5904; ii, vi)             | 15/04/2014 | La moschea di Mahmut Bey è uno degli esempi più importanti di moschee con colonne e tetto in legno in Anatolia. Sebbene il suo aspetto esterno sia semplice, le sue superfici interne sono piene di splendidi e vivaci ornamenti in legno. Questo edificio è riconosciuto come un capolavoro con soffitto decorato, pavimento, colonne, pulpito e cancellata in legno. |
|      | Sito archeologico di Kültepe-Kaneš                                                                  | Kayseri                                                                          | Culturale (5905; ii, iii)            | 15/04/2014 | Il sito di Kültepe fu capitale dell'antico regno di Kaneš e centro di una complessa rete di colonie commerciali assire nel II millennio a.C. Situata proprio ai piedi del monte Erciyes (antico Argeus) e su una fertile pianura, Kültepe occupa una posizione in cui convergono percorsi storici e naturali, che hanno permesso alla città di emergere come centro di importanza nel mondo della politica e del commercio antichi. Kültepe divenne così un centro chiave della cultura e del commercio tra Anatolia, Siria e Mesopotamia entro la fine del III millennio a.C. e soprattutto durante il primo quarto del II millennio a.C.. |
|      | Antica città di Cauno                                                                               | Dalyan                                                                           | Culturale (5906; i, ii, iii, iv)     | 15/04/2014 | L'antica città di Cauno era una città portuale di estrema importanza strategica soprattutto per le navi mercantili che viaggiavano tra il Mediterraneo orientale e il Mar Egeo. Cauno si era sviluppata in un porto fiorente, probabilmente grazie alla crescita dell'agricoltura e della domanda di articoli da esportazione locali, come sale, pesce salato, schiavi, resina di pino e mastice nero, le materie prime utilizzate nella costruzione e riparazione delle barche. La cinta muraria, sproporzionata rispetto alle dimensioni di Cauno e alla sua popolazione, presumibilmente è il risultato delle alte aspettative del satrapo sul futuro della città come porto marittimo e commerciale. |
|      | Madrase selgiuchidi dell'Anatolia                                                                   | Konya, Kayseri, Sivas, Erzurum, Kırşehir                                         | Culturale (5907; ii, iv)             | 15/04/2014 | Le madrase selgiuchidi dell'Anatolia furono costruite nel XII e XIII secolo. Le madrase erano generalmente luoghi per l'educazione religiosa, ma in alcuni casi questi edifici erano usati come ospedale e osservatorio. La disposizione strutturale generale delle madrase si suddivide in due tipologie: a corte aperta e a corte coperta. Grazie alle caratteristiche architettoniche e all'elegante muratura in pietra, le madrase anatoliche selgiuchidi sono un gruppo di edifici degno di nota nell'architettura turco-islamica. La candidatura comprende dieci edifici degni di nota: le madrase İnce Minareli e Karatay a Konya, Madrasa Çifte e Madrasa Sahibiye a Kayseri, Madrasa Buruciye, Madrasa Çifte Minareli e Madrasa Gök a Sivas, Madrasa Çifte Minareli e Madrasa Yakutiye a Erzurum e la Madrasa Cacabey a Kırşehir. |
|      | Antica città di Corico                                                                              | Kızkalesi                                                                        | Culturale (5909; ii, iii, iv)        | 15/04/2014 | I valori archeologici e culturali di Corico, a partire dal periodo ittita e proseguendo con i periodi ellenistico, romano, bizantino e armeno si susseguono ininterrottamente in sequenza. Molti dei reperti mostrano un carattere unico di valori come i rilievi di Adamkayalar, diversi tipi di tombe, i piani delle chiese eclettiche e il castello armeno, in quanto riflettono uno stile caratteristico locale. È una delle città meglio conservate della Cilicia montuosa che si trova lungo la costa mediterranea. |
|      | Antica città di Anazarbo                                                                            | Distretto di Kozan                                                               | Culturale (5910; iii, iv, vi)        | 15/04/2014 | Anazarbo, abitata ininterrottamente per più di 2000 anni, ha portato le tracce culturali di molte civiltà dell'Anatolia come quella romana, bizantina, araba e armena. La città è stata una delle metropoli dell'antichità che si è via via rafforzata in epoca romana tanto che alla fine del II secolo è stata in competizione con Tarso, la megalopoli dei tempi antichi. Dopo la divisione della Cilicia in due stati Anazarbo divenne la capitale della Cilicia Secunda, mentre Tarso fu la capitale della Cilicia Prima. In quest'epoca furono costruite molte strutture monumentali come archi di trionfo, strade con colonne, teatro, anfiteatro (che è tra i pochi esempi nella regione), stadi, templi, sarcofagi, tombe scavate nella roccia, tombe a forma di chamosorion e bagni. In particolare, l'arco trionfale situato a sud è tra le strutture uniche e colossali dell'antichità con il suo stile architettonico distintivo. |
|      | Zone di battaglia della prima guerra mondiale di Çanakkale (Dardanelli) e Gelibolu (Gallipoli)      | Provincia di Çanakkale                                                           | Culturale (5911; vi)                 | 15/04/2014 | Il parco storico nazionale della penisola di Gallipoli venne istituito nel 1973 per proteggere i siti delle famose battaglie navali dei Dardanelli e della penisola di Gallipoli della prima guerra mondiale. Il parco ospita una vasta gamma di navi affondate, cannoni, trincee, fortezze, bastioni e una miriade di altri manufatti legati alla guerra insieme a tombe e monumenti commemorativi turchi, australiani, neozelandesi, inglesi e francesi. I campi di battaglia, le tombe di guerra, i monumenti e i manufatti legati alla guerra sono registrati come "siti e oggetti storici", per cui devono essere conservati e la loro integrità deve essere mantenuta. |
|      | Eflatun Pınar: il santuario della sorgente ittita                                                   | Distretto di Beyşehir                                                            | Culturale (5912; iii, iv, vi)        | 15/04/2014 | Il santuario della sorgente ittita di Eflatun Pınar si trova vicino al lago di Beyşehir, in un paesaggio collinoso e piuttosto arido. In cima a una piccola valle fluviale, che scorre nel lago, la "sorgente color lilla" (traduzione di Eflatun Pınar) produce una quantità sorprendente di acqua gelata e limpida. Direttamente accanto alla sorgente, più di tremila anni fa è stato eretto un muro di enormi massi ricoperto di rilievi che costituisce quanto resta di un importante monumento di culto con un'ampia iconografia teologica che fu costruita nella tarda fase dell'Impero ittita. |
|      | Chiesa di Akdamar                                                                                   | Distretto di Gevaş                                                               | Culturale (6035; i, ii, iii, iv, vi) | 13/04/2015 | La chiesa di Akdamar (chiesa della Santa Croce) si trova sull'isola di Akdamar nel lago Van. La chiesa di Akdamar è sopravvissuta come l'esempio più importante che riflette la cultura e l'arte del regno armeno di Vaspurakan, che governò la regione di Van tra il 908 e il 1021 come vassallo degli Abbasidi, e divenne il centro del catolicosato armeno per quel periodo di tempo. Come uno degli esempi più sublimi di architettura religiosa armena, la chiesa esalta il suo fondatore, il re Gagik I, come il più potente leader armeno del periodo e il regno di Vaspurakan come un centro culturale e politico. |
|      | Teatro e acquedotti dell'antica città di Aspendo                                                    | Distretto di Serik                                                               | Culturale (6036; i, ii, iv)          | 13/04/2015 | Il teatro di Aspendo è il monumento di questo tipo meglio conservato del mondo antico in Turchia e uno dei più intatti al mondo: è uno dei rari esempi di teatro romano, costruito con la combinazione di un edificio scenico a più piani e riccamente decorato e una cavea di forma semicircolare. Il livello di conservazione è dovuto principalmente al restauro selgiuchide del XIII secolo, durante il tempo del sultano Alaeddin Keykubat. Gli acquedotti, invece, sono stati ancor più all'attenzione degli studiosi per via dei loro singolari sifoni idraulici e delle condizioni originali molto ben conservate. Sono strutture importanti per la storia della tecnologia poiché sopravvivono ancora in una condizione tale che solleva e risponde a molte domande riguardanti la loro costruzione e utilizzo. |
|      | Eshab-ı Kehf Kulliye (complesso sociale islamico-ottomano)                                          | Distretto di Afşin                                                               | Culturale (6037; iii, vi)            | 13/04/2015 | Eshab-ı Kehf Kulliye ad Afşin insieme alla Moschea di Gesù costruita nel 446 è uno dei luoghi di pellegrinaggio più importanti da visitare per le persone di tutto il mondo. Dalla metà del V secolo questo luogo è punto d'incontro per diverse religioni e civiltà e comprende chiesa, caserma, pensione, ribat, moschea, locanda e Buk'a, costruiti durante le ere bizantina, selgiuchide, dulqadiride e ottomana; ogni civiltà ha mostrato un favore per questo luogo unico all'interno delle proprie convinzioni e ha fatto rivivere questo spazio sacro aggiungendo le proprie strutture. |
|      | Città storica della corporazione di Mudurnu                                                         | Mudurnu                                                                          | Culturale (6038; ii, iv)             | 13/04/2015 | Mudurnu si sviluppò come centro commerciale e militare all'incrocio delle principali rotte commerciali tra cui la Via della seta, per emergere come un importante centro culturale dell'ordine Ahi nell'era ottomana. Il denso insediamento lineare, adagiato lungo la rocciosa valle del fiume Mudurnu, forma un insieme armonioso di topografia naturale e tessuto urbano, creando uno spettacolare paesaggio urbano storico. L'eredità del commercio e dell'artigianato ottomano, la cultura Ahi basata su una filosofia di tolleranza ed equa distribuzione della ricchezza e l'architettura monumentale e civica associata sono caratteristiche significative di questo paesaggio. |
|      | Monte Harşena e tombe rupestri dei re pontici                                                       | Amasya                                                                           | Misto (6039; iii, vi, vii)           | 13/04/2015 | Il monte Harşena, che si trova a nord del bacino separato dal fiume Yeşilırmak, è unico per vari motivi: è stato abitato ininterrottamente per più di cinquemila anni da molte civiltà sin dalla prima età del bronzo, è costituito da proprietà culturali come la fortezza di Amasya, la fortezza di mezzo, la fortezza interna, le tombe rupestri dei re del Ponto, cisterne monumentali aperte nel I secolo a.C. e le case Yalıboyu ("Case sul fiume") oltre a offrire un paesaggio unico e incantevole insieme al fiume Yeşilırmak e alla sua valle. |
|      | Frigia montuosa                                                                                     | Provincia di Eskişehir, Provincia di Kütahya, Provincia di Afyonkarahisar        | Culturale (6040; ii, iii, iv)        | 13/04/2015 | La Frigia montuosa, dove molti resti monumentali unici dei Frigi illuminano il credo religioso della società e testimoniano la vita sociale del periodo, è una struttura naturale costituita da formazioni geologiche come camini delle fate e blocchi rocciosi. L'area conserva 34 diversi tipi di cave. Questa struttura del sito formata da tufi vulcanici facilmente scolpiti ha permesso di costruire architetture scavate nella roccia che hanno portato usi caratteristici delle rocce nella Frigia montuosa. |
|      | Antica città di Stratonicea                                                                         | Distretto di Yatağan                                                             | Culturale (6041; ii, iv)             | 13/04/2015 | Stratonicea, che ha ospitato molte civiltà dall'antichità ai tempi moderni, è uno dei siti archeologici più significativi in Asia Minore e ha caratteristiche uniche. La città si sviluppò continuamente durante i periodi classico, ellenistico e romano imperiale e divenne gradualmente un centro di commercio, arte e cultura. Oggi è un esempio significativo e unico di insediamento che mostra nella sua totalità la sua capacità di conservare le caratteristiche culturali di diverse civiltà e di preservare la sua struttura principale. |
|      | Ponte di Uzunköprü                                                                                  | Uzunköprü                                                                        | Culturale (6042; iii, iv)            | 13/04/2015 | Il ponte di importanza strategica è stato costruito su un terreno paludoso lungo il percorso che da Gelibolu (Gallipoli) in Rumelia permette l'accesso alla penisola balcanica attraverso il distretto di Edirne. Uzunköprü, che è in uso da 570 anni, è uno degli esempi più eccezionali di ponti con la sua tecnica di costruzione, architettura, design, materiale utilizzato, selezione del sito e artigianato, nonché un esempio eccezionale di come un edificio può resistere alle sfide di natura. Ha la particolarità di essere il ponte in pietra più lungo oggi così come al momento della sua costruzione. |
|      | Tomba di İsmail Fakirullah e il suo meccanismo di rifrazione della luce                             | Distretto di Aydınlar                                                            | Culturale (6043; iv, vi)             | 13/04/2015 | La tomba di İsmail Fakirullah e le altre due strutture associate sono significative per il loro meccanismo di rifrazione della luce e per la credenza sufi che è mascherata all'interno di questo meccanismo. Rappresenta la testimonianza architettonica della credenza di una fase di una religione nella storia dell'umanità. A partire dagli strumenti di osservazione limitati (che includevano un "astrolabio" e un bastone da passeggio, con un foro per gli occhi che è stato fatto dallo stesso Ibrahim Hakkı) Ibrahim Hakkı ha creato, sulla base di osservazioni astronomiche prolungate, il meccanismo necessario per riflettere la sua fede fino ai giorni nostri. |
|      | Complesso del Palazzo di Yıldız                                                                     | Istanbul                                                                         | Culturale (6044; ii, iii, iv)        | 13/04/2015 | Situato in cima a una ripida collina che domina il Bosforo, il Palazzo Yıldız (che significa "Palazzo delle Stelle") è stato la sede del governo ottomano e la residenza del sultano Abdülhamid II per 33 anni (1876-1909). La proprietà è un vasto complesso di padiglioni e giardini che circondano i cortili, progettati in diversi stili. |
|      | Ponte di Malabadi                                                                                   | Silvan                                                                           | Culturale (6113; iii, iv, vi)        | 13/04/2016 | Il ponte di Malabadi è uno dei capolavori ingegneristici e architettonici del periodo artuqide del XII secolo per il suo significato storico, simbolico ed estetico nel contesto dei dati culturali raccolti nell'ambito della storia dell'arte. È uno degli esempi più perfetti attraverso i quali si è concretizzato l'impegno dell'uomo per superare gli ostacoli in linea con l'accumulo ingegneristico e architettonico. |
|      | Fortezza di Tushpa/Van, tumulo e città vecchia di Van                                               | Van                                                                              | Culturale (6114; ii, iii, iv, vi)    | 13/04/2016 | La fortezza di Van o Tushpa, fondata su una roccia conglomerata sulla sponda meridionale del lago Van, era la capitale di Urartu, regno centrato sul bacino del lago tra il IX e il VI secolo a.C. A nord, nella stessa direzione, si trova il Tumulo della Fortezza di Van e a sud la Città Vecchia di Van; il primo rivela cinquemila anni di storia degli insediamenti, la seconda un tessuto urbano di ottocento anni. L'area dove furono fondate la Fortezza di Van e il suo insediamento inferior, è il territorio più fertile della regione, motivo principale della sua occupazione dalla prima età del bronzo fino all'inizio del XX secolo. |
|      | Complesso del sultano Bayezid II: un centro di trattamento medico                                   | Edirne                                                                           | Culturale (6117; ii, iv, vi)         | 13/04/2016 | Situato sulla sponda nord del fiume Tunca a Edirne, la seconda capitale dell'Impero ottomano, il külliye (complesso) del sultano Bayezid II è costituito da una moschea, tabhane (pensioni), una madrasa (scuola di medicina), darüşşifa (ospedale), imaret (mensa-cantina), farmacia e aree per la conservazione degli alimenti. Il centro principale del külliye, tuttavia, è costituito da darüşşifa (ospedale) e madrasa (scuola di medicina). Gli altri edifici sono stati costruiti per completare il servizio ospedaliero negli aspetti sociali, culturali, religiosi e finanziari. Il ponte di Bayezid Khan sul fiume Tunca fu costruito per collegare il külliye alla città. |
|      | Moschea Yivli Minare                                                                                | Adalia                                                                           | Culturale (6119; ii, iv)             | 13/04/2016 | La moschea Yivli Minare si trova a Kaleiçi (il centro storico) ad Adalia. Il minareto scanalato della moschea denominato "Yivli Minare", decorato con piastrelle blu scuro, è un punto di riferimento e un simbolo della città. Sebbene l'iscrizione all'ingresso indichi che la moschea fu costruita nel 1373 da Mehmet Bey, nipote di Yunus Bey del clan Hamitoglu, la moschea originale fu costruita nel 1230 utilizzando le pareti di una vecchia chiesa in rovina che esisteva precedentemente nello stesso luogo. |
|      | Grande Moschea di Sivrihisar                                                                        | Sivrihisar                                                                       | Culturale (6120; ii, iv)             | 13/04/2016 | La Grande Moschea di Sivrihisar è un eccezionale esempio di architettura turca. È uno degli esempi più importanti di moschee con colonne e tetto in legno in Anatolia. Questa rara tecnica strutturale aumenta l'importanza della Grande Moschea di Sivrihisar. Sebbene il suo aspetto esterno sia semplice, il suo interno è ricco di splendidi soffitti, pavimenti e colonne in legno delicatamente decorati. |
|      | Castello di Bodrum                                                                                  | Bodrum                                                                           | Culturale (6121; ii, iii, iv)        | 13/04/2016 | Il Castello è per eccellenza una creazione ideale del XV secolo con la sua pianta uniforme, ispirata ai principi gotici, le sue mura fortificate e bastionate modellate attorno al sito naturale. La posizione è ben scelta ai fini della difesa, ma la penisola rocciosa comporta anche difficoltà architettoniche; tuttavia, i cavalieri ospitalieri superarono tali difficoltà con successo utilizzando questo sperone roccioso naturale come parte del castello, mentre il fossato settentrionale è un colpo di genio in cui hanno approfittato del mare. Il Castello di Bodrum contiene anche beni culturali risalenti al IV secolo a.C. e al periodo ottomano, nonostante il suo carattere medievale sia prominente. Nel castello interno alcuni blocchi in pietra verde locale risalenti al IV secolo a.C. trovati durante gli scavi sono attribuiti alle fondamenta del palazzo del re Mausolo dell'antica Alicarnasso. |
|      | Complesso di Nuruosmaniye                                                                           | Istanbul                                                                         | Culturale (6122; ii, iii, iv)        | 13/04/2016 | Fondato da Mahmud I nel 1749 e completato dal suo successore Osman III nel 1755, il Complesso di Nurosmaniye è il miglior esempio del cosiddetto "barocco ottomano" e mostra una sintesi unica tra lo stile classico ottomano e quello occidentale contemporaneo. La moschea del complesso è il primo edificio religioso ottomano ad esibire dettagli barocchi e neoclassici europei come pergamene, conchiglie, modanature rotonde o a forma di corda, cornici ondulate e fortemente modellate, facciate concave e convesse, archi a tutto sesto, pilastri agganciati e capitelli scanalati. Oltre a incorporare tali elementi, è stata anche la prima moschea di Istanbul a introdurre facciate abbondantemente finestrate, un cortile a forma di ferro di cavallo e un'imponente rampa e loggia reali. |
|      | Antica città di Cibira                                                                              | Gölhisar                                                                         | Culturale (6123; iii, iv)            | 13/04/2016 | Cibira esemplifica un potere provinciale romanizzato con successo, con un forte esercito, strutture municipali, istituzioni amministrative e giudiziarie ben consolidate, industrie fiorenti e intrattenimento di gusto romano come i combattimenti dei gladiatori. I costruttori sono stati sfidati dal terreno irregolare della città, riuscendo a fornire una buona visuale del territorio circostante ad ogni edificio e allo stesso tempo un conseguente senso di monumentalità. La regolarità del piano urbanistico, la grandiosità nell'architettura monumentale e l'unicità tecnica delle opere d'arte nelle strutture raggiungono un'unità molto apprezzata all'interno della città, che oggi offre preziose informazioni sulle fasi di sviluppo urbano e sui modelli e le tradizioni di uso del suolo sin dall'antichità. |
|      | Moschea di Hacı Bayram e area circostante (quartiere di Hacı Bayram)                                | Ankara                                                                           | Culturale (6124; iv, vi)             | 13/04/2016 | Il quartiere di Haci Bayram si trova nella parte nord-occidentale della Cittadella entro i confini del quartiere di Ulus. L'area, che presenta come punto focale la Moschea di Hacı Bayram e il Tempio di Augusto, ha un tessuto storico tradizionale che contiene anche edifici del periodo ottomano e del primo periodo repubblicano. Il quartiere si trova su una collina costituita in realtà da un tumulo, sulla cui cima si trovano la moschea e il tempio, mentre lungo i pendii si sviluppa il tessuto urbano tradizionale. |
|      | Zona umida e santuario degli uccelli del delta del Kızılırmak                                       | Distretto di Alaçam, Distretto di Bafra, Distretto di Ondokuzmayıs               | Naturale (6125; vii, x)              | 13/04/2016 | Il delta di Kızılırmak è il più grande e importante ecosistema di zone umide del bacino del Mar Nero meridionale, poiché rappresenta nel miglior modo possibile le specie tipiche dell'habitat del Mar Nero e ospita flora e fauna rappresentative di una grande diversità ecologica e genetica. Dal 1998 è iscritto nella Lista della Convenzione di Ramsar che ha l'obiettivo di conservare e utilizzare in maniera sostenibile le zone umide. Oltre ad ospitare specie di uccelli rare o in via di estinzione, il delta di Kızılırmak ha anche una grande importanza per le specie di uccelli che migrano nella regione del Paleartico occidentale sorvolando il Mar Nero. |
|      | Sito archeologico di Asso                                                                           | Distretto di Ayvacık                                                             | Culturale (6242; iii, iv, vi)        | 15/04/2017 | Asso, una polis significativa nel periodo arcaico, ha mantenuto il suo ruolo importante nella regione fino all'epoca bizantina. Costruite in andesite, la maggior parte delle strutture di Asso ha conservato le caratteristiche storiche del tempo in cui sono state costruite. Per questo è un sito ideale per indagare sul progresso dell'arte greca dall'orientalismo alla sua grandezza ellenica. Poiché riflette tutte le caratteristiche principali di una polis greca, Asso fu scelta come primo sito di scavo dell'American Archaeological Institute nel 1881. |
|      | Paesaggio industriale di Ayvalık                                                                    | Ayvalık                                                                          | Culturale (6243; iii, v)             | 15/04/2017 | Il paesaggio industriale di Ayvalık, definito da una geografia specifica, sul bordo occidentale di un mare interno creato dall'Anatolia centrale e da Lesbo nel Mar Egeo settentrionale, fornisce una testimonianza eccezionale dell'importanza regionale della produzione di olio d'oliva dal XIX secolo in poi. I principali siti preservati di Ayvalık, insieme al suo porto e al suo insediamento tradizionale, con l'eccezionale paesaggio di uliveti (13.200 ettari) che li circonda, forniscono un quadro straordinariamente completo di tutti gli elementi del processo di industrializzazione: fabbriche di olio d'oliva, una rete articolata di unità di produzione e/o stoccaggio per la produzione di olio d'oliva e altri prodotti collaterali (come il sapone), case tradizionali (che si distinguono per la loro straordinaria planimetria che include spazi adibiti allo stoccaggio e/o produzione di olive, olio d'oliva e/o sapone su scala ridotta). |
|      | Paesaggio culturale di İvriz                                                                        | Distretto di Halkapınar                                                          | Culturale (6244; ii, iii, iv)        | 15/04/2017 | Il paesaggio culturale di Ivriz comprende due grandi rilievi rupestri neo-ittiti e un piccolo altare neo-ittita, nonché un monastero risalente al periodo bizantino medio, due grotte e caratteristiche naturali come le sorgenti. Menzionato come DKASKAL.KUR nella tarda età del bronzo (1650-1200 a.C.) dagli ittiti, fu un importante punto di confine e più tardi, nell'età del ferro (1200-650 a.C.), divenne un importante santuario del culto dell'acqua e questo continuò nel periodo bizantino (843-1543), quando il sito fu nuovamente utilizzato come ambiente religioso per un importante monastero. |
|      | Primo periodo dell'eredità turca anatolica: Niksar, la capitale della dinastia Danishmendide        | Niksar                                                                           | Culturale (6344; ii, iv, vi)         | 02/05/2018 | In quanto capitale dei Danishmendidi, Niksar è testimone di un'epoca di transizione socioculturale e politica, grazie ai suoi patrimoni urbani, monumentali e archeologici risalenti al XII e XIII secolo. In effetti, possiamo vedere come il regno Danishmendide fu il primo stato turco anatolico ad attuare la "politica di insediamento" (iskan) e Niksar ne è testimone perché si è sviluppata rapidamente all'interno e intorno alle mura con insediamenti urbani regolari. |
|      | Strutture idriche sotterranee a Gaziantep: livas e kastel                                           | Gaziantep                                                                        | Culturale (6345; iii, iv)            | 02/05/2018 | Il sistema idrico storico di Gaziantep è costituito da tunnel idrici sotterranei (livas in lingua locale) che portano l'acqua in città dalla fonte principale lontana dall'area di insediamento e dalle strutture idriche (kastel in lingua locale) che permettono l'accesso all'acqua proveniente da questi tunnel per l'uso della popolazione. |
|      | Ponte di Giustiniano                                                                                | Distretto di Serdivan                                                            | Culturale (6347; iii, iv)            | 02/05/2018 | Il Ponte di Giustiniano è un eccezionale esempio della competenza tecnica e architettonica tardo romana e dimostra l'interscambio tecnico e culturale attraverso l'elaborazione di queste abilità, organizzazione e conoscenza. È anche l'unico ponte ad arco del primo periodo bizantino che è sopravvissuto fino ad oggi, quindi ha un ruolo significativo nella storia dell'architettura bizantina. |
|      | Sito archeologico di Priene                                                                         | Distretto di Söke                                                                | Culturale (6348; ii, iii, iv, vi)    | 02/05/2018 | Priene presenta tutte le qualità che compongono una polis ellenistica classica e le mette insieme con un ordine notevole, strutturato attorno a un piano a scacchiera secondo il modello di Ippodamo. Anche se la città in sé è piuttosto piccola e probabilmente non ha mai avuto più di 5 000 abitanti durante il suo periodo di maggiore fioritura, varie circostanze e l'estensione del suo territorio l'hanno sempre posta al centro sia dello scambio culturale che del confronto politico-militare tra la Grecia e il Vicino Oriente. |
|      | Città storica di Harput                                                                             | Harput                                                                           | Culturale (6349; iii, iv, vi)        | 02/05/2018 | La storica città di Harput è un centro di insediamento costruito su importanti rotte commerciali (come la Via della seta) tra i paesaggi fertili e ricchi di acque dell'alto bacino dell'Eufrate. Harput, che è stata fondata come una città castello riparata sulle rocce e nel tempo si è espansa oltre le mura, si presenta come una città d'arte e cultura, ricca di istituzioni educative. La città si è sviluppata con varie culture per secoli fino all'arrivo dei turchi dall'Asia centrale che hanno portato il proprio stile di vita. |
|      | Basilica Therma (Sarıkaya Roma Hamamı)                                                              | Sarıkaya                                                                         | Culturale (6350; iv)                 | 02/05/2018 | Basilica Therma ha fornito acqua calda fin dai tempi antichi senza alcuna interruzione. È una delle strutture romane più importanti sopravvissute nella regione dell'Anatolia centrale dalle epoche antiche. L'incisione di una figura simile a un serpente (che rappresenta il dio della salute Asclepio) suggerisce che questo edificio non era solo dedicato alla pulizia ma anche alla guarigione. Dopo la messa al bando del paganesimo durante il regno dell'imperatore Teodosio, divenne sede vescovile grazie alla chiesa che sorse accanto alle terme romane. In questo periodo divenne un luogo sacro e fu collocata una pietra battesimale in marmo con un crocifisso al centro della grande vasca termale. |
|      | Parco naturale della grotta di Ballıca                                                              | Distretto di Pazar                                                               | Naturale (6403; vii, viii)           | 12/04/2019 | Il parco naturale presenta formazioni carsiche, rocciose e doline uniche e varie. Soprattutto la grotta di Ballıca offre una straordinaria ricchezza geologica e geomorfologica unica con le sue stalattiti a cipolla, travertini a cortina ben sviluppati, stagni di decantazione e strutture di colonne. L'ecosistema del parco ha un ciclo sostenibile e relazioni consolidate con gli ecosistemi circostanti. |
|      | Stazioni commerciali e fortificazioni sulle rotte commerciali genovesi dal Mediterraneo al Mar Nero | Akçakoca, Amasra, Çandarlı, Çeşme, Istanbul, Kuşadası, Sinope, Distretto di Foça | Culturale (6468; ii, iv)             | 14/04/2020 | Questa selezione di "Stazioni commerciali e fortificazioni sulle rotte commerciali genovesi dal Mediterraneo al Mar Nero" comprende alcuni degli esempi più significativi, scelti da una fitta rete di insediamenti marittimi e mercantili distribuiti nel Mediterraneo e nel Mar Nero. Nella loro forma fisica e varietà, questi insediamenti condividono caratteristiche urbane e architettoniche riconoscibili, e rappresentano un sistema fortemente individualizzato di antichi porti commerciali marittimi, situati in aree dove l'influenza genovese è ancora chiaramente leggibile. La componente turca comprende otto forti (Yoros, Foça, Çandarlı, Çeşme, Amasra, Akçakoca, Sinope, Güvercinada insieme alle mura della città di Kuşadası) e una torre (Galata). |
|      | Città storica di Beypazarı                                                                          | Beypazarı                                                                        | Culturale (6469; iii)                | 14/04/2020 | Beypazarı è stata abitata fin dai tempi antichi e custodisce simboli di antiche tradizioni con ricche risorse storiche e naturali. Sebbene il luogo sia stato governato da Ittiti, Frigi, Galati, Romani, Bizantini, Selgiuchidi e dalle dinastie ottomane. Era un importante centro commerciale sulla Via della seta che collegava Istanbul e Baghdad durante il tempo dei Selgiuchidi ed era anche il centro del governo militare durante l'Impero ottomano. |
|      | Sito archeologico di Karatepe-Aslantaş                                                              | Distretto di Kadirli                                                             | Culturale (6470; ii, iii, iv)        | 14/04/2020 | Il sito archeologico di Karatepe-Aslantaş è costituito da un continuum di insediamento situato oggi sulla riva occidentale del lago della diga di Aslantaş nel punto più stretto e prosegue oltre sulla sponda opposta. La posizione conserva l'ansa originale del fiume Ceyhan/Piramo che scorre attraverso le colline un tempo fortificate. Il sito archeologico comprende i resti dell'età del ferro della cittadella di Karatepe-Aslantaş (antico nome Azatiwataya) e la sequenza del sito del periodo dall'età del bronzo al neolitico sulla sponda orientale denominata Domuztepe. Entrambe le aree unite costituiscono il paesaggio culturale del sito, un'area che nella sua ultima fase ha ospitato resti di villae rusticae di epoca romana. |
|      | Storica città portuale di Smirne                                                                    | Smirne                                                                           | Culturale (6471; ii, iii, iv)        | 14/04/2020 | Con il suo golfo naturale riparato, l'entroterra che dava accesso a India e Iran e la sua posizione ai margini delle principali rotte commerciali (la Via della Seta e la Strada Reale) che erano state frequentemente utilizzate dalle carovane commerciali sin dall'era classica per il trasporto delle loro merci verso il Mediterraneo, Smirne rappresenta uno degli esempi più unici di insediamenti di città portuali in tutto il mondo e uno dei principali porti commerciali del Mediterraneo, consentendole di rimanere un potente centro commerciale e culturale e un sito di insediamento costante sin dal periodo ellenistico. |
|      | Castello e mitreo di Zerzevan                                                                       | Distretto di Çınar                                                               | Culturale (6472; iii, iv, vi)        | 14/04/2020 | Gli studi archeologici nel castello di Zerzevan svolgono un ruolo molto importante nella comprensione del periodo romano della regione in cui due culture principali sono in interazione tra loro. Inoltre, il castello di Zerzevan è uno dei presidi romani meglio conservati al mondo con le sue strutture sotterranee e di superficie. L'unico tempio di Mitra dei confini romani orientali che è stato recentemente trovato si trova qui. Considerando che la credenza in Mitra ha origine persiana, è del tutto possibile che il mitreo nel castello di Zerzevan sia il primo tempio della religione di Mitra. |
|      | Valle di Koramaz                                                                                    | Provincia di Kayseri                                                             | Culturale (6473; v)                  | 14/04/2020 | La valle di Koramaz è un eccezionale esempio di interazione umana con l'ambiente e di conseguenza di uso multifunzionale del suolo con le sue enormi città sotterranee, colombari, piccionaie, chiese rupestri. In alcuni luoghi, si pensa che le gallerie delle città sotterranee coprano intere aree residenziali. Alcune case storiche in pietra sono state costruite sulle case precedentemente utilizzate come grotte. Sotto le abitazioni a volte le grotte di uno o due o tre piani continuano fino al confine inferiore della casa vicina. |
|      | Chiese e monasteri tardo antichi e medievali di Midyat e dell'area circostante (Tur ʿAbdin)         | Provincia di Mardin                                                              | Culturale (6534; iii, iv, vi)        | 15/04/2021 | Midyat si trova nel centro della regione di Tur ʿAbdin (che significa "la montagna dei servi di Dio" in siriaco), un altopiano calcareo nel sud-est della Turchia. Il sito è una candidatura seriale composta da nove componenti. Mentre il Tur ʿAbdin ha una notevole concentrazione di chiese e monasteri, solo quattro monasteri e cinque chiese sono stati selezionati per la nomina. Risalenti al VI-VIII secolo, queste chiese hanno alcune caratteristiche comuni e forniscono una comprensione del carattere della regione nel suo insieme. Insieme ai vigneti terrazzati circostanti, agli ulivi e ai mandorli, i monasteri e le chiese formano un paesaggio spettacolare. |
|      | Città storica di Kemaliye                                                                           | Kemaliye                                                                         | Misto (6535; v, viii)                | 15/04/2021 | L'intricato tessuto urbano di Kemaliye crea un paesaggio culturale e naturale che forma un tutt'uno. Il rapporto natura-spazio-uomo qui ha creato una trama unica di insediamento. La parte del Canyon Karanlık ("scuro") che include il lago della Diga di Keban, che è parte integrante dell'insediamento di Kemaliye, misura 8 chilometri, mentre la sua intera lunghezza è di circa 35 chilometri. |